# Марченко Іван Семенович
Іван Семенович Марченко (16 жовтня 1918, село Бурти, тепер Шполянського району Черкаської області — 1 жовтня 2004, Львів) — український радянський діяч, головний інженер Львівського заводу кінескопів (Львівського виробничого об'єднання «Кінескоп») Львівської області. Депутат Львівської обласної ради народних депутатів 11—12-го скликань (у 1967—1971 роках). Герой Соціалістичної Праці (29.07.1966). Кандидат технічних наук.

## Біографія
Народився в родині слюсаря-машиніста поміщицької економії. Рано втратив батька.
У 1941 році закінчив фізичний факультет Київського державного університету. Під час навчання працював лаборантом Інституту фізики Академії наук Української РСР.
З серпня 1941 року — доброволець в Червоній армії, учасник німецько-радянської війни. Служив командиром батареї, помічником начальника з розвідки і виконувачем обов'язків начальника штабу артилерії 35-го гвардійського стрілецького корпусу 27-ї армії 2-го і 3-го Українських фронтів. Воював на Південно-Західному фронті, під Севастополем, на Північному Кавказі, Курській дузі, в Румунії, Угорщині та Чехословаччині. Тричі був поранений.
Член ВКП(б) з 1943 року.
З лютого 1946 року — майстер, начальник лабораторії, начальник відділу технічного контролю, заступник головного інженера Львівського електролампового заводу.
З листопада 1947 по 1985 рік — головний інженер Львівського електролампового заводу (потім — Львівського заводу кінескопів, Львівського виробничого об'єднання «Кінескоп»).
29 липня 1966 року отримав звання Героя Соціалістичної Праці з врученням ордена Леніна і золотої медалі «Серп і молот».
За розробку наукових принципів і впровадження на підприємствах Львівської області та Тираспольської швейної фабрики комплексної системи управління якістю продукції, що забезпечує значне підвищення ефективності виробництва і поліпшення якості виробів був у складі колективу удостоєний Державної премії СРСР в галузі техніки 1977 року.
Потім — на пенсії в місті Львові.

## Звання
- гвардії старший лейтенант
- гвардії капітан
- гвардії майор

## Нагороди
- Герой Соціалістичної Праці (29.07.1966)
- орден Леніна (29.07.1966)
- орден Червоного Прапора (16.03.1945)
- два ордени Вітчизняної війни І ст. (10.09.1944, 6.04.1985)
- орден Вітчизняної війни ІІ ст. (27.05.1944)
- орден Червоної Зірки (10.12.1943)
- медаль «За оборону Севастополя»
- медалі
- Державна премія СРСР (1977)
- Заслужений раціоналізатор Української РСР (1962)